# Masayuki Nakagomi
Masayuki Nakagomi (中込 正行 Nakagomi Masayuki?), född 17 augusti 1967 i Yamanashi prefektur, är en japansk före detta fotbollsspelare.
Nakagomi började sin karriär 1990 i Toshiba. 1994 flyttade han till PJM Futures. Efter PJM Futures spelade han för Avispa Fukuoka. Han avslutade karriären 1997.